# (235) Carolina
(235) Carolina – planetoida z grupy pasa głównego asteroid okrążająca Słońce w ciągu 4 lat i 325 dni w średniej odległości 2,88 j.a. Została odkryta 28 listopada 1883 roku w Obserwatorium Uniwersyteckim w Wiedniu przez Johanna Palisę. Nazwa planetoidy pochodzi od wyspy Caroliny, obecnie część Kiribati.